# Massuria watari
Massuria watari là một loài nhện trong họ Thomisidae.
Loài này thuộc chi Massuria. Massuria watari được Hirotsugu Ono miêu tả năm 2002.